# Sông Breg
Sông Breg dài 46 km, bắt nguồn từ bang Baden-Württemberg, Đức, là con sông đầu nguồn dài nhất và lớn nhất của sông Danube. Nó chảy về phía Đông Nam qua vùng trung tâm Rừng Đen và vùng đồng bằng Baar.
Sông Breg bắt đầu chảy ở độ cao 1.078 m so với mực nước biển cách thành phố Furtwangen 6 km về phía Tây Bắc. Đầu nguồn của nó gần nhà thờ St. Martin's cũng chính là đầu nguồn của Danube, được bảo vệ như một di tích thiên nhiên và cách lưu vực sông Rhine/Danube khoảng 100 mét về phía Đông Nam. Ngoài ra, chỉ cách đó khoảng 900 mét là đầu nguồn của sông Elz, cùng chảy với sông Breg trong một thung lũng nhưng lại theo hướng ngược lại về phía bắc và sau đó chảy vào sông Rhine.